# District de Senec
Le district de Senec est un des 79 districts de Slovaquie.

## Démographie

### Évolution de la population
| Année:               | 1994.  | 2004.   | 2014.    | 2024.    |
| -------------------- | ------ | ------- | -------- | -------- |
| Nombre de personnes: | 50 299 | 54 747  | 75 001   | 106 951  |
| Différence:          |        | +8,84 % | +36,99 % | +42,59 % |

| Année:               | 2023.   | 2024.   |
| -------------------- | ------- | ------- |
| Nombre de personnes: | 105 075 | 106 951 |
| Différence:          |         | +1,78 % |

## Liste des communes[2]

### Villes
- Senec

### Villages
Bernolákovo, Blatné, Boldog (Slovaquie), Čataj, Dunajská Lužná, Hamuliakovo, Hrubá Borša, Hrubý Šúr, Hurbanova Ves, Chorvátsky Grob, Igram, Ivanka pri Dunaji, Kalinkovo, Kaplna, Kostolná pri Dunaji, Kráľová pri Senci, Malinovo, Miloslavov, Most pri Bratislave, Nová Dedinka, Nový Svet, Reca, Rovinka, Tomášov, Tureň, Veľký Biel, Vlky, Zálesie